# Tetrastigma bambusetorum
Tetrastigma bambusetorum är en vinväxtart som beskrevs av William Grant Craib. Tetrastigma bambusetorum ingår i släktet Tetrastigma och familjen vinväxter. Inga underarter finns listade i Catalogue of Life.